# Black Celebration
Black Celebration ist das fünfte Studioalbum der britischen Pop-Band Depeche Mode. Wie schon die beiden Vorgänger wurde es in den Hansa-Studios in Berlin produziert, außerdem bei Westside Records, London.

## Stil
Black Celebration gilt gleichzeitig als eines der düstersten und melancholischsten Depeche-Mode-Alben. Entsprechend dem Titel, deutsch „schwarze Messe“, verabschiedete sich die Band von den poppigen Synthie-Klängen der Anfangsjahre und tendierte stattdessen vermehrt in das Dark-Wave-Umfeld. Durch das Arrangement der teilweise ineinander übergehenden Songs erinnert das Album an ein Konzeptalbum.
Aufgrund des weniger massentauglichen Stils konnten Black Celebration und seine Singles international nicht an die Chart-Erfolge des Vorgängers anknüpfen, zumindest in Deutschland aber erreichten alle Singles Top-10-Platzierungen, das Album Platz zwei.

## Titelliste
1. Black Celebration – 4:57
2. Fly on the Windscreen (Final) – 5:19
3. A Question of Lust – 4:21
4. Sometimes – 1:53
5. It Doesn’t Matter Two – 2:49
6. A Question of Time – 4:09
7. Stripped – 4:17
8. Here Is the House – 4:16
9. World Full of Nothing – 2:47
10. Dressed in Black – 2:32
11. New Dress – 3:42
12. Breathing in Fumes – 6:07  a
13. But Not Tonight (Extended) – 5:13  a
14. Black Day – 2:36  a

Alle Texte stammen von Martin Gore, Black Day schrieb er zusammen mit Alan Wilder und Daniel Miller. Martin Gore singt auf Black Celebration vier Stücke (A Question of Lust, Sometimes, It Doesn’t Matter Two, World Full of Nothing) – so viele wie sonst auf keinem Depeche-Mode-Album. Auf die spätere CD-Version kam auch noch Black Day, eine von Gore gesungene Akustik-Version von Black Celebration. Die restlichen Stücke singt Dave Gahan.
US-Version:
1. Black Celebration – 4:57
2. Fly On The Windscreen (Final) – 5:19
3. A Question of Lust – 4:21
4. Sometimes – 1:53
5. It Doesn‘t Matter Two – 2:50
6. A Question of Time – 4:11
7. Stripped – 4:17
8. Here Is The House – 4:17
9. World Full of Nothing – 2:48
10. Dressed in Black – 2:33
11. New Dress – 3:45
12. But Not Tonight – 4:15

## Single-Auskopplungen
- Stripped – 10. Februar 1986
- A Question of Lust – 13. April 1986
- A Question of Time – 11. August 1986

Nach den Erfahrungen mit Master and Servant und dessen provokantem Text wurde Stripped nicht in den USA veröffentlicht. Stattdessen erschien dort But Not Tonight; Stripped war jedoch als B-Seite auf der Single enthalten.
Für Stripped und A Question of Lust produzierte erstmals der damals noch unbekannte Flood Remixe. Später produzierte Flood mit Depeche Mode deren Alben Violator und Songs of Faith and Devotion.
Das Video zur Single A Question of Time ist die erste Kollaboration der Band mit Anton Corbijn, der für sie bis heute zahlreiche Videos gedreht sowie Albumcover und Bühnenbilder entworfen hat.

## Setlist derBlack Celebration Tour1986
1. Christmas Island / Stripped (Intro)
2. Black Celebration
3. A Question of Time
4. Fly on the Windscreen
5. Shake the Disease
6. Leave in Silence
7. It’s Called a Heart
8. Everything Counts
9. - It Doesn’t Matter Two
  - Somebody
10. A Question of Lust
11. Here is the House (wurde während der Tour nur dreimal gespielt)
12. Blasphemous Rumours / Somebody
13. New Dress
14. Stripped
15. Something to Do
16. Master and Servant
17. Photographic
18. People Are People
19. Boys Say Go!
20. Just Can’t Get Enough
21. More Than a Party

## Kommerzieller Erfolg

### Chartplatzierungen
| ChartsChartplatzierungen       | Höchstplatzierung | Wochen/ Monate |
| ------------------------------ | ----------------- | -------------- |
| Deutschland (GfK)              | 2 (33 Wo.)        | 33 Wo.         |
| Österreich (Ö3)                | 26 (1 Mt.)        | 1 Mt.          |
| Schweiz (IFPI)                 | 1 (18 Wo.)        | 18 Wo.         |
| Vereinigte Staaten (Billboard) | 90 (26 Wo.)       | 26 Wo.         |
| Vereinigtes Königreich (OCC)   | 4 (11 Wo.)        | 11 Wo.         |

| ChartsJahrescharts (1986) | Platzierung |
| ------------------------- | ----------- |
| Deutschland (GfK)         | 19          |
| Schweiz (IFPI)            | 23          |

### Auszeichnungen für Musikverkäufe
| Land/Region                  | Auszeichnungen für Musikverkäufe (Land/Region, Auszeichnung, Verkäufe) | Verkäufe  |
| ---------------------------- | ---------------------------------------------------------------------- | --------- |
| Deutschland (BVMI)           | Platin                                                                 | 500.000   |
| Frankreich (SNEP)            | Gold                                                                   | 100.000   |
| Vereinigte Staaten (RIAA)    | Gold                                                                   | 500.000   |
| Vereinigtes Königreich (BPI) | Silber                                                                 | 60.000    |
| Insgesamt                    | 1× Silber · 2× Gold · 1× Platin ·                                      | 1.160.000 |

Hauptartikel: Depeche Mode/Auszeichnungen für Musikverkäufe

## Re-Release
Am 23. März 2007 erschien ein Re-Release von Black Celebration als SACD und DVD. Es enthält neben den elf ursprünglichen Albumsongs in Mehrkanalton sowie der Dokumentation Depeche Mode 1985–86: „The songs aren’t good enough, there aren’t any singles and it’ll never get played on the radio“ auch folgende Bonustracks:
- Black Celebration (Live in Birmingham, April 1986)
- A Question of Time (Live in Birmingham, April 1986)
- Stripped (Live in Birmingham, April 1986)
- Shake the Disease
- Flexible
- It’s Called a Heart
- Fly on the Windscreen
- But Not Tonight
- Breathing in Fumes
- Black Day
- Christmas Island

## Trivia
- Black Celebration ist das dritte von vier Depeche-Mode-Alben, dessen Titel aus einem Songtext entnommen ist (die anderen sind Construction Time Again, Some Great Reward und Playing the Angel). Es ist allerdings das einzige, das einen gleichnamigen Song enthält.
- Die Stimme am Anfang des Stückes Black Celebration gehört Daniel Miller. Er sagt „a brief period of rejoicing“ (ein kurzer Moment der Freude) und zitiert damit aus Winston Churchills Rede zur Kapitulation des Deutschen Reiches am 8. Mai 1945.[9]
- Über das Stück New Dress sagte Martin Gore später: „Dieses Lied bedauere ich, geschrieben zu haben. Ich werfe in dem Lied der Princess of Wales ziemlich unverblümt vor, in völliger Ignoranz nur schöne neue Kleider spazieren zu führen, während um sie herum das Land im Chaos versinkt. Damals wusste ich wenig von ihrem sozialen Engagement. Ich wusste nicht, dass sie Mitte der 80er Jahre, als ich dieses Lied schrieb, das einzige Mitglied der Königsfamilie war, das sich dafür interessierte, Schirmherrin für zukünftige AIDS-Stiftungen zu werden, die es zu diesem Zeitpunkt in Großbritannien noch gar nicht gab. Ich wusste nicht, dass sie eine Gegnerin der Fuchsjagd war. Ich wusste nicht, dass sie ihren dreijährigen Sohn William mit in die Obdachlosenheime nahm, um ihm zu zeigen, dass das auch ein Teil des Landes war, dessen König er einmal werden sollte. Ich wusste gar nichts von ihr. Ich habe ihr mit New Dress zutiefst Unrecht getan.“[10]
- Der Song Fly on the Windscreen wurde bereits als B-Seite zur Single It’s Called a Heart veröffentlicht, für Black Celebration aber nochmals überarbeitet („Final“-Version). In der US-Serie Miami Vice lief er bei der Verfolgungsjagd in der Episode El Viejo.
- 1998 produzierte Rammstein eine Coverversion von Stripped für das Depeche-Mode-Tributealbum For the Masses und veröffentlichte den Song als Single. Sie erreichte Platz 14 der deutschen Single-Charts.[11]
- Auf der ersten amerikanischen CD-Version befindet sich ein Mastering-Fehler. Zu Beginn von A Question of Time gibt es eine Wiederholung des Intros.